# Dryoscopus senegalensis
Cubla-d'ombros-pretos ou picanço-de-almofadinha-de-olho-vermelho (Dryoscopus senegalensis) é uma espécie de ave da família Malaconotidae.
Pode ser encontrada nos seguintes países: Angola, Camarões, República Centro-Africana, República do Congo, República Democrática do Congo, Guiné Equatorial, Gabão, Nigéria, Ruanda e Uganda.
Os seus habitats naturais são: florestas subtropicais ou tropicais húmidas de baixa altitude.